# Macchi M.C.202
(Giorgio Bignozzi, Aerei d'Italia, Edizioni E.C.A. 2000 Milano)
Il Macchi M.C.202 Folgore era un aereo monomotore, monoposto, monoplano ad ala bassa a sbalzo progettato dalla italiana Aeronautica Macchi e prodotto anche dalla Breda di Sesto S.Giovanni e dalla S.A.I. Ambrosini - Passignano nel 1941-1943. Impiegato nella seconda guerra mondiale dalla Regia Aeronautica, conservava dal suo predecessore, il M.C.200 Saetta, le ali e la coda ma aveva una fusoliera assai più affusolata ed aerodinamica e soprattutto era equipaggiato con il motore tedesco DB 601A, in seguito costruito su licenza dall'Alfa Romeo. Le strutture ed i rivestimenti erano completamente metallici.

## Storia del progetto

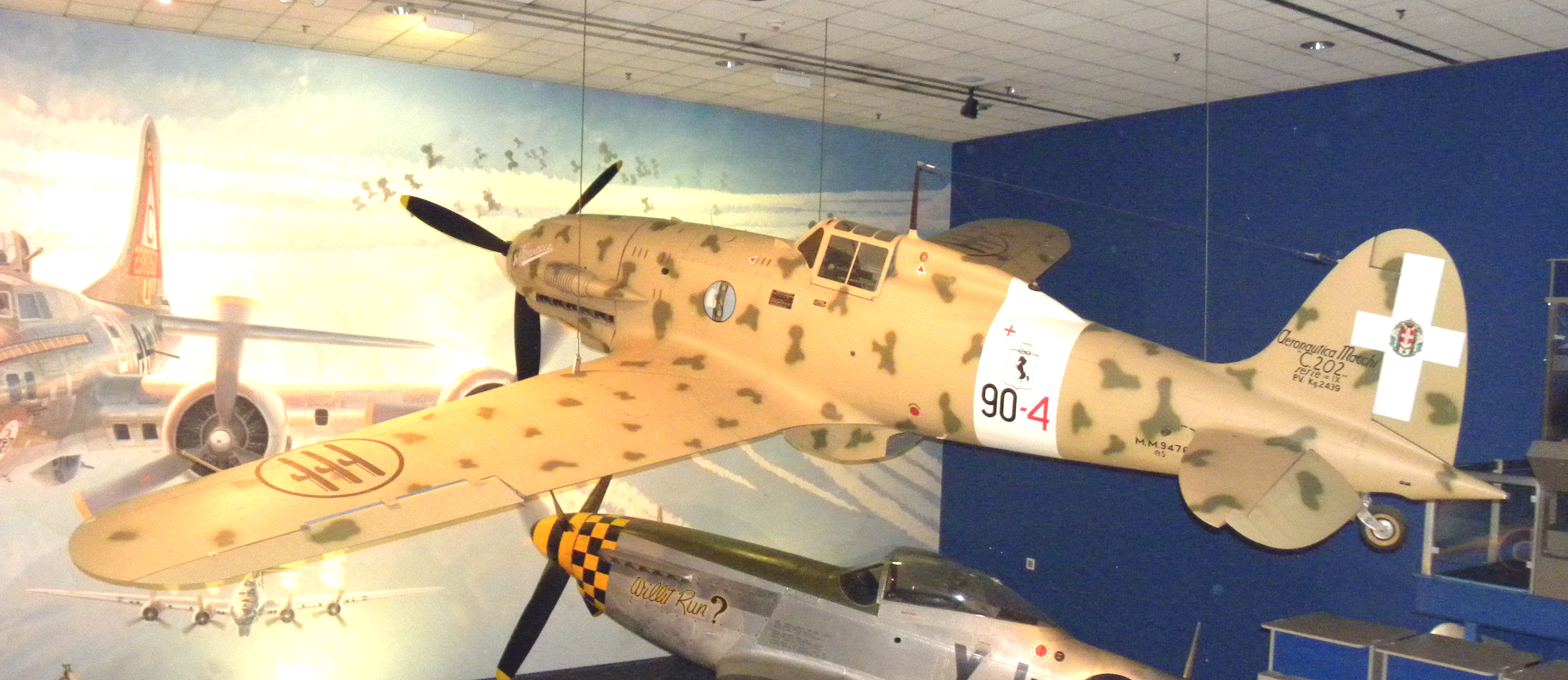
Macchi MC.202 conservato presso il National Air and Space Museum a Washington.

La stessa Commissione di Valutazione della Regia Aeronautica che ebbe l'incarico di valutare gli aerei da caccia della cosiddetta "prima generazione" (Macchi C.200, Fiat G.50, Reggiane Re.2000, Caproni Vizzola F.5), nella sua relazione finale del settembre 1939, affermava di ritenere indispensabile, per la generazione successiva, l'adozione di motori aeronautici in linea raffreddati a liquido, in modo da ridurre la sezione frontale degli aerei e aumentarne le prestazioni. Data l'incapacità manifesta dell'industria italiana di progettare una nuova generazione, modernamente concepita, di motori in linea, si decise di puntare ancora su propulsori prodotti su licenza, in particolare il Daimler-Benz DB 601, di cui l'Alfa Romeo acquisì la licenza di costruzione nel novembre del 1939 la cui designazione fu Alfa Romeo RA 1000 RC.41.

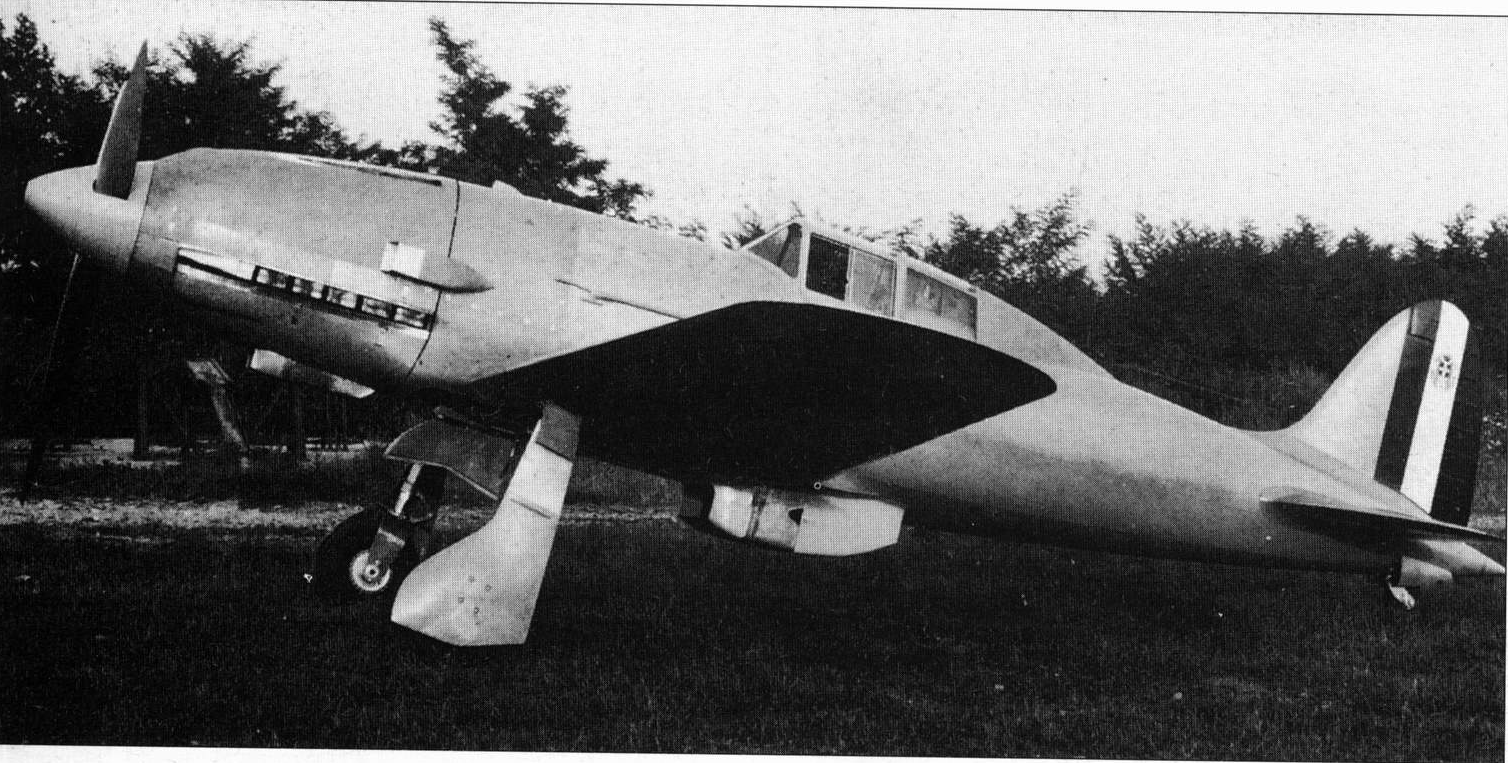
Il prototipo del Folgore.

L'ingegner Mario Castoldi, progettista del Macchi C.200 e degli idrovolanti da competizione (idrocorsa) della Coppa Schneider, modificò il suo aereo, soprattutto la fusoliera, per poter installare il nuovo motore. Il risultato fu un aereo completamente nuovo che venne portato in volo per la prima volta il 10 agosto 1940 dal collaudatore della Macchi Guido Carestiato impiegando il motore tedesco Daimler Benz DB 601 a 12 cilindri a V raffreddati a liquido, in grado di erogare 1175 hp al decollo, un propulsore radicalmente nuovo, rispetto alla tradizione motoristica nazionale. Con questa innovazione, il Folgore aveva migliore velocità di salita (salita a 6 000 metri in 5 minuti e 55 secondi) rispetto ai precedenti caccia dotati di motore radiale, ed era in grado di picchiare ad oltre 900 km/h. Inoltre i controlli risultavano leggeri, ben bilanciati e pronti alla risposta.
Complessivamente, furono ordinati 1 454 M.C.202 Folgore. Per accelerare la produzione dei nuovi apparecchi, la fabbricazione fu affidata a tre diverse imprese: la Macchi, la Breda e la Società Aeronautica Italiana Ambrosini. Le ordinazioni furono così distribuite: alla Breda (900), alla Macchi stessa (403) e alla SAI Ambrosini (150). In pratica la prima riuscì a produrre 649 macchine, la seconda 390 e la terza 67.Tuttavia gli autori non concordano sul numero esatto dei M.C.202 prodotti."Circa il totale degli esemplari consegnati alla Regia Aeronautica, la stima più attendibile si situa a 1 094-1 106, ma esistono anche valutazioni diverse, pari a 1 164 o a 1 207 aerei."
I piloti della Regia Aeronautica iniziarono il passaggio sul M.C.202 dal maggio 1941 con la consegna ai reparti alla fine di luglio-inizio di agosto dello stesso anno. Il caccia dimostrò sì di avere ottime caratteristiche di velocità e manovrabilità, ma fu penalizzato dall'armamento inadeguato (ereditato dal suo predecessore) di sole due mitragliatrici da 12,7 mm (cui potevano aggiungersi, nelle serie successive alla prima, due armi alari da 7,7 mm) e da una produzione insufficiente, conseguenza sia della complessità della struttura che, anche se molto robusta, richiedeva un elevato numero di ore/uomo per la sua costruzione, sia della produzione nazionale di motori DB 601 che non superò mai le 50 unità mensili.  Nonostante ciò, la capacità dell'aereo di competere con gli Hurricane, i Curtiss P-40 di fornitura americana e gli Spitfire V "Nei primi combattimenti, sul Deserto Occidentale, costituì una sorpresa per i piloti della RAF e divenne un temibile avversario", grazie anche all'addestramento dei piloti italiani nel volo acrobatico.

## Tecnica

### Struttura

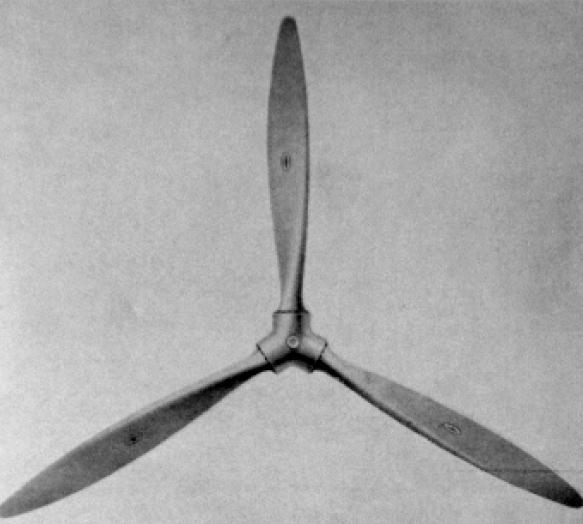
Elica tripala Piaggio A.P.V.V.

La cellula del M.C.202 si distingueva da quella del M.C.200 per la forma della fusoliera, nel Folgore più affusolata e priva della  "gobba" del Saetta. Il M.C.202 era un caccia intercettatore diurno, monoposto, monoplano ad ala bassa a sbalzo, interamente metallico, con tutte le caratteristiche più moderne per un caccia dell'epoca: carrello retrattile (anche se solo quello anteriore), ipersostentatori, tettuccio chiuso ed una radio ricetrasmittente Allocchio-Bacchini B.30 E. L'elica tripala metallica con passo variabile in volo e velocità costante era la Piaggio.P1001, dal diametro di 3,05 metri. Il serbatoio principale di carburante si trovava in fusoliera, tra la paratia antifiamma e il posto di pilotaggio. Altri serbatoi erano nella sezione centrale dell'ala, da 40 litri ciascuno e uno di riserva da 80 dietro il seggiolino del pilota ed erano tutti ricoperti da trattamento autosigillante Semape. Alla radice dell'ala sinistra poteva essere montata una cinepresa FM-62. Da ricordare che l'ala sinistra era più lunga di 21 centimetri di quella destra: la prima, infatti, generava più portanza e così compensava quella che sarebbe stata la normale tendenza di imbardare verso sinistra(soluzione già adottata per gli M.C.200) evitando così il fenomeno, al decollo, anche con la presenza del potente motore V12. 

### Motori
Sui primi esemplari del M.C.202 vennero montati motori DB 601A-1 originali. Esaurita la fornitura di 419 propulsori tedeschi, dal 1941 furono installati quelli assemblati dall'Alfa Romeo di Pomigliano d'Arco vicino a Napoli, con parti e componenti forniti dalla Germania. In seguito nel 1942 entrò in produzione l'Alfa Romeo RA 1000 RC.41 Ia, dove la sigla stava a significare che il motore poteva sviluppare una potenza normale continua di 1000 CV a 4100 m di quota.

## Impiego operativo

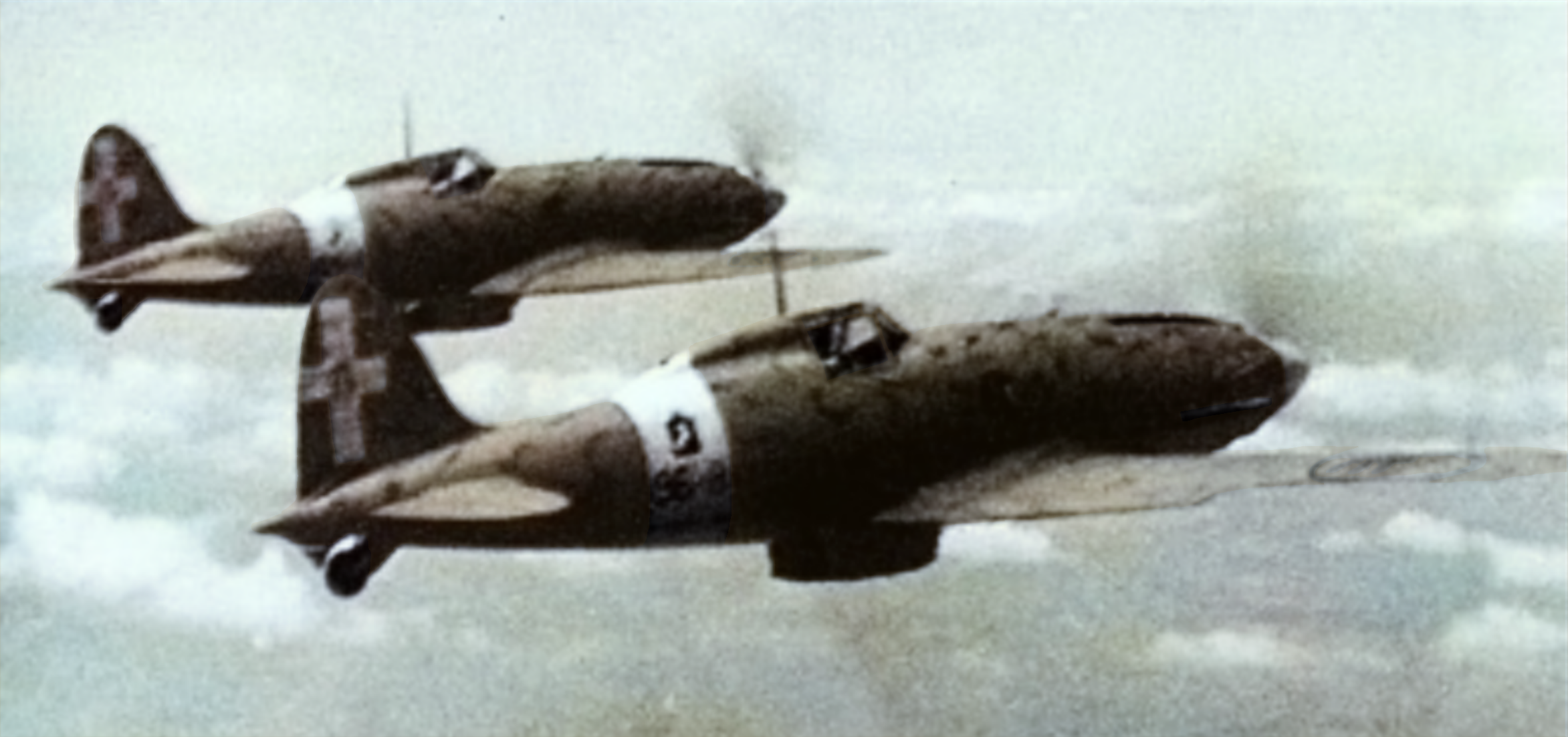
Una coppia di M.C.202 nel gennaio del 1942.

Il Macchi M.C.202 operò su tutti i fronti. L'aereo ebbe il suo battesimo del fuoco alla fine del settembre 1941, a causa dei molti difetti che i primi esemplari presentavano. Alcuni difetti poterono essere eliminati in breve tempo come:
- difetto al carrello
- difetto comando dei piani di coda
- vibrazioni
- inclinazione bloccata delle pale dell'elica
- alloggiamento armi
- nastri delle munizioni
- filtri anti sabbia

Il 21 agosto 1941 a Lonate Pozzolo il tenente Giulio Reiner, uno dei piloti esperti del 9º Gruppo, effettuò il volo di controllo militare e gli strumenti dell'Ufficio tecnico registrarono la velocità di picchiata in candela di 1078,27 km/h ed un'accelerazione nella richiamata di 5,8 G. La quota di tangenza massima fu di 11 800 metri. Durante la picchiata in candela, tuttavia, si verificarono alcuni inconvenienti: il volantino di comando dell'assetto dei piani di coda si era bloccato e non interveniva nella manovra di richiamo del M.C.202, che tendeva a rimanere in picchiata. Inoltre, alla massima velocità raggiunta si erano manifestate fortissime vibrazioni, in particolare sulla cloche. Infine, l'inclinazione delle pale dell'elica si bloccava sul passo massimo anche con la manetta al minimo, agevolando l'affondata ma ostacolando l'atterraggio.
Tra gli altri difetti che poterono essere eliminati, il cofano delle armi che si spaccava, i nastri delle munizioni che si inceppavano e la presa d'aria anti-sabbia che a causa delle vibrazioni del motore si cristallizzava e poi si fratturava. Altri difetti, come il cattivo funzionamento dell'impianto dell'ossigeno e l'armamento insufficiente, non poterono mai essere risolti del tutto. Così come il problema delle radio, le quali emettevano tanti e tali rumori, che i piloti preferivano tenerle spente.
Una grave limitazione dell'aereo era poi rappresentata dall'impossibilità assoluta di eseguire manovre in volo rovescio poiché, nonostante il motore tedesco avesse l'iniezione diretta meccanica della benzina, il velivolo non era equipaggiato con un sistema di pescaggio del carburante che fosse utilizzabile anche in tali condizioni di volo.
Come già detto, nei primi scontri con i caccia alleati, il Folgore si dimostrò all'altezza: da ricordare anche che "Molti dei piloti da caccia italiani incontrati dalle forze aeree della RAF e del Commonwealth erano abili e molto esperti, avendo combattuto nella guerra civile in Spagna; se attaccati, anche da forze preponderanti, non si sottraevano al combattimento, anche in situazioni in cui i tedeschi avrebbero preferito allontanarsi rapidamente." Tuttavia, un altro fattore che limitò l'efficacia del caccia italiano, nel corso della sua carriera operativa, lo si può trovare anche nella formazione dei piloti: l'addestramento al volo acrobatico era enfatizzato troppo rispetto a quello per le tattiche di combattimento e il tiro a segno, le formazioni di volo erano primitive, anche se alcuni reparti adottarono autonomamente la disciplina di volo a doppia coppia tedesca (detti doppia Rotte, Schwarm, quattro dita), in luogo della coppia singola o del terzetto. Esisteva, poi, una differenza abissale nella preparazione tra i piloti italiani pre-bellici, che avevano potuto beneficiare di lunghi periodi di tempo nei reparti (dove avveniva il "vero" addestramento al combattimento della Regia Aeronautica), ed avevano magari compiuto operazioni di volo in Etiopia o in Spagna, o "tornei" informali di acrobazia, e quelli immessi in servizio durante la seconda guerra mondiale, con una preparazione di ore di volo molto più esigua rispetto alle loro controparti. E questo malgrado già nel 1938 la Regia Aeronautica si fosse resa conto che il pilota tipo della caccia era molto meno formato di quelli stranieri e dei suoi commilitoni che avevano prestato servizio all'estero, inoltre non si era mai affrontato il problema di capire come addestrare tale pilota all'uso del monoplano (che molti istruttori di volo non avevano mai pilotato). L'addestramento era sulle 100 ore, prima di essere passati ai reparti operativi (contro anche 390-400 per i piloti americani, di cui 90 di addestramento al combattimento, mentre la RAF scese a 150 solo durante la battaglia d'Inghilterra, rimanendo in genere sopra le 320, di cui 5 al combattimento, e contando su una riserva addestrata negli anni '30 sulle 200 ore, mentre la Luftwaffe mandava al combattimento i suoi piloti con almeno 240 ore di volo, di cui 90 di addestramento bellico, quando nel 1944 la carenza di carburante obbligò a tagliare a 130 ore la formazione). A guerra già iniziata, l'addestramento tendeva a comprimere moltissimo il tempo dedicato proprio alle più moderne procedure di combattimento individuale e in formazione (per concentrarsi, come già detto, sull'acrobazia e le manovre), mentre la quantità di combustibile disponibile per l'addestramento da fine 1942 fu contingentata. Quindi, quando il Macchi M.C.202 iniziò ad entrare in servizio, molti dei migliori piloti italiani erano già caduti o erano stati catturati dal nemico, e le nuove leve non sempre erano all'altezza delle precedenti, per mancanza di sufficiente e adeguata preparazione.
Infine, come avvenne per tutti gli altri aerei sia italiani che tedeschi, la produzione atta a ripianare le perdite risultò insufficiente, con i reparti che assunsero la tendenza, data dalla quantità via via sempre più esigua dei velivoli in condizioni di volare, a logorarsi.

### Malta

Un Macchi M.C.202 conservato presso il Museo storico dell'Aeronautica Militare di Vigna di Valle

Il Folgore ebbe il suo battesimo del fuoco sotto le insegne del "Cavallino Rampante". La prima unità a registrare il primo abbattimento fu il 9º gruppo del 4º Stormo il 30 settembre 1941 (il 29 settembre secondo altri autori). Quel giorno poco dopo le due pomeridiane, sei Hawker Hurricane decollati dalla base di Ħal Far a Malta piombarono sull'Aeroporto di Comiso, mitragliando e lanciando spezzoni. Tra le esplosioni, tre Macchi della 97ª Squadriglia decollarono per intercettare i caccia-bombardieri inglesi. Il sottotenente Jacopo Frigerio, raggiunti gli aerei britannici, diretti a Malta, attaccò l'Hurricane (Z5265) del Pilot Officer D.W Lintern, incendiandolo. Il pilota inglese si lanciò con il paracadute sul mare a 15 km a sud di Capo Scaramia, a nord di Gozo. Poco dopo, un Cant Z.506 da soccorso scortato da tre M.C.202 giunse per soccorrere il pilota, ma sette Hurricane cercarono di abbattere l'idrovolante di soccorso. I Folgore attaccarono allora gli Hurricane e diversi velivoli britannici furono colpiti. Tra questi uno esplose prima di cadere in mare.
Il primo ottobre 1941, vi fu un altro combattimento tra i Folgore della 73ª Squadriglia di Comiso e gli Hurricane del No. 185 Squadron RAF di Malta. A circa trenta miglia a Nord-Est dell'isola di Malta veniva colpito, precipitando in fiamme, l'Hurricane IIc del Comandante l'unità britannica, lo Squadron Leader, Maggiore Peter William Olber "Boy" Mould, un asso pluridecorato, nonché il primo pilota britannico ad abbattere un aereo nemico durante la seconda guerra mondiale, che si lanciò col paracadute e finì in mare, ma non fu mai più ritrovato. Sempre gli M.C.202 del 9º Gruppo il 26 novembre 1941 incontravano una formazione di caccia Curtiss P-40 e secondo i registri italiani abbatterono sette P-40 senza perdite. La presenza dei Folgore nel cielo di Malta durò però solo fino alla fine di novembre, quando la maggior parte dei Macchi fu trasferita in Nord Africa. 
Il 4º Stormo tornò in Sicilia all'inizio dell'aprile del 1942 con il 10º Gruppo, dispiegato sulla base di Castelvetrano, che ospitava già i Gruppi 7º e 16º del 54º Stormo che avevano già in dotazione qualche Folgore, oltre ai Macchi M.C. 200 e ai C.R. 42. Infatti, il 16º Gruppo del 54º Stormo aveva iniziato ad equipaggiarsi con gli M.C.202 verso la fine del 1941. I Folgore del "Cavallino Rampante"  compirono la prima azione su Malta il 21 aprile, scortando tre Folgore "fotografici" del 54º Stormo, durante la quale viene rivendicato l'abbattimento di uno dei primi Spitfire V sbarcati sull'isola. Il 4º Stormo compie la sua ultima missione su Malta il 19 maggio, prima di trasferirsi in Africa Settentrionale, lasciando in Sicilia i Macchi 202 del 51º Stormo Caccia e quelli del 23º Gruppo del 3º Stormo, arrivati nello stesso mese.
Alla fine di giugno in Sicilia erano stati trasferiti circa 60 Macchi per operare contro Malta, che aveva nel frattempo iniziato a ricevere gli Spitfire V.
Per tutta l'estate e parte dell'autunno i Folgore si scontrarono quasi quotidianamente con gli Spitfire, con perdite continue da entrambe le parti. Il 27 luglio 1942, nel cielo di Gozo vi fu uno scontro che vide protagonisti l'asso canadese George Beurling (soprannominato "Buzz"), del 249º Squadron e il capitano Furio Niclot Doglio della 151ª Squadriglia del 51º Stormo Caccia, un abile pilota italiano con sette abbattimenti accreditati e molti primati mondiali al suo attivo raccolti prima del conflitto. Beurling sullo Spitfire Mk V sigla BR 301/UFS fece saltare in aria da grande distanza il Folgore (M.M.9042) di Niclot. Prima di Doglio aveva abbattuto anche il 202 del sergente Faliero Gelli della 378ª Squadriglia del 155º Gruppo, pilota con tre abbattimenti al suo attivo. Beurling, impiegava il "deflection shot", il tiro a distanza di bersagli in rapido movimento e quello stesso giorno abbatté anche due Messerschmitt Bf 109, incluso quello del tenente Karl-Heinz Preu dello Stabst./JG53, un asso con 8 abbattimenti. Colpì il Macchi del sergente Gelli prima ancora di essere avvistato e la stessa sorte dovette subire anche Niclot Doglio: intento a battere le ali per poi manovrare e attaccare dal basso altri Spitfire, non si avvide dell'attacco laterale portato dalla sua sinistra dalla formazione con cui volava l'asso canadese che lo centrò con numerosi colpi dei cannoncini da 20 millimetri. "Quel povero diavolo semplicemente saltò in pezzi" riferì George Buzz Beurling, che per i successi di quel giorno ottenne la Distinguished Flying Medal.
Due settimane dopo, il 13 agosto, Adriano Visconti venne inviato in ricognizione su Malta ai comandi di un M.C.202 fotografico armato, in coppia con un altro Folgore alla ricerca di una flotta in avvicinamento all'isola. Quando fu sulla verticale delle navi i due Macchi vennero attaccati da quattro Spitfire di scorta al convoglio. Visconti, al suo secondo combattimento con il M.C.202, abbatté due Spitfire, mettendo in fuga gli altri due, permettendo al ricognitore di svolgere la sua missione. Per questa doppia vittoria aerea, l'aviatore venne insignito di una Medaglia d'Argento al Valor Militare.

### Africa Settentrionale, Pantelleria, Sicilia

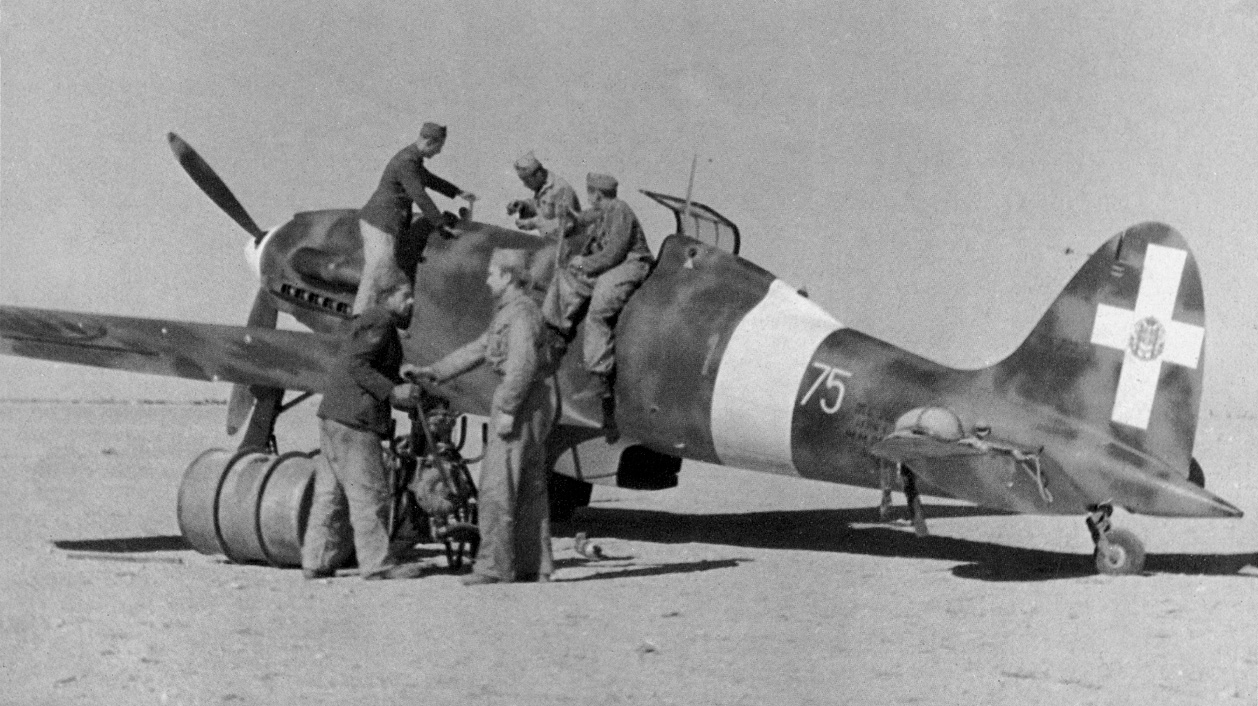
Rifornimento di un caccia Macchi M.C.202 su una pista in Africa settentrionale.

Il Nord Africa fu lo scacchiere dove si alternarono più o meno tutti gli stormi che impiegarono il Folgore, sempre disponibile in numero insufficiente. Alla vigilia dell'attacco di Rommel contro l'Egitto che lo avrebbe portato ad El Alamein, dei 182 caccia italiani di pronto impiego, 93 erano Macchi 202. Tra il 20 e il 22 maggio, i Macchi del "Cavallino Rampante" si erano trasferiti in Nord Africa.
Il 25 maggio, il 9º e 10º Gruppo si schieravano sull'aeroporto Martuba 4, uno dei campi attorno a Derna. Il mattino del giorno seguente una sessantina di Folgore del 1º Stormo e del 4º attaccavano l'aeroporto di Gambut, danneggiando e distruggendo molti velivoli Alleati sorpresi in fase di decollo.
Utilizzando tattiche "mordi e fuggi" più simili a quelle adottate con successo dalla Luftwaffe, durante la Battaglia di Bir Hakeim (26 maggio 1942-11 giugno 1942), anche se spesso soverchiati nel numero, i 202 combatterono con successo contro i caccia della Desert Air Force, ottenendo 22 vittorie aeree confermate ai danni di Hurricane e P-40, a fronte della perdita di cinque Folgore, con un rateo abbattimenti/perdite di 4,4/1, superiore anche a quello ottenuto dai più potenti e meglio armati Messerschmitt Bf 109 (con un rateo di 3,5/1). 
Nell'ottobre 1942, il 4º Stormo cedeva i pochi 202 superstiti dei duri scontri delle settimane precedenti, una decina in tutto, al 3º Stormo, dislocato ad Abu Smeit, ed il 20 dello stesso mese, il tenente Franco Bordoni-Bisleri dell'83ª Squadriglia del 18º Gruppo abbatté su Fuka nel governatorato di Matruh un bimotore Martin Baltimore (secondo altri autori, un Martin Maryland) del 203 Squadron. Sei giorni dopo, il 26, ci fu una battaglia aerea su Fuka, tra diciannove Macchi 202 da una parte e trenta P-40 e dieci Spitfire di scorta a diciotto Douglas DB-7 Boston dall'altra. Il tenente Giulio Reiner della 73ª Squadriglia colpì uno Spitfire che precipitò ed esplose al suolo, a 20 km a sud est di Fuka. Il tenente Vittorio Squarcia, sempre della stessa unità (73ª Squadriglia), in collaborazione con altri piloti del 23º Gruppo, attaccò un Curtiss P-40 e ne costrinse il pilota, Sergeant Emy Meredith, del 344º Squadron, a un atterraggio a carrello retratto a sud di El Daba. Un altro P-40 colpito da più Macchi precipitava esplodendo al suolo. Bordoni-Bisleri colpì uno dei Kittyhawk, che si distrusse in un atterraggio di fortuna, a 15 km sud-est di Fuka. Solo un Macchi non rientrò, quello del Sergente Maggiore Celso Zemella, costretto a lanciarsi col paracadute su El Quteifiya nel governatorato di Matruh per guasti al motore. 
All'inizio del 1943, la Regia Aeronautica aveva soltanto 54 Macchi 202 ancora operativi suddivisi in 12 squadriglie. Nello stesso periodo però riusciva ad ottenere vittorie contro un nemico sempre più forte. Tra il 6 e 7 marzo 1943, nella Battaglia di Médenine, i piloti dei Macchi rivendicavano 19 aerei della RAF e due dell'USAF a fronte della perdita di due caccia.
Il 17 marzo, 17 caccia Macchi M.C.202 del 16º stormo abbattevano nove Spitfire e un Lockheed P-38, perdendo soltanto due del loro numero.
In aria le forze Anglo-americane superavano quelle dell'Asse di 6 a 1, ma anche in questo contesto Adriano Visconti, allora in forza al 54º Stormo, l'8 aprile 1943 decollava su allarme insieme ai sergenti Giuseppe Marconcini e Domenico Laiolo. Visconti con vantaggio di quota e con il sole alle spalle guidava i suoi uomini all'attacco di una squadriglia di Spitfire V e ne abbatté il comandante britannico e mitragliò un altro Spitfire. Il sergente Marconcini abbatté il gregario di sinistra del comandante britannico. Laiolo attaccò uno Spitfire, che cercò di sfuggire invertendo la rotta ma il Folgore lo anticipò e lo colpì in pieno, facendolo precipitare. Per Visconti era la quarta vittoria.
Il 18 aprile, tra le 17:25 e le 18:30, cinque Macchi M.C. 200 andarono all'attacco dei carri armati della 1ª Divisione Corazzata dell'8ª Armata britannica a Sidi Bou Ali nel governatorato di Susa. Ventidue M.C.202 del 54º Stormo di scorta alle "Saette" si scontrarono con una formazione di P-40 e Spitfire. Il capitano Sergio Maurer, il tenente Giuseppe Robetto e il sergente Mauri abbatterono uno Spitfire a testa, mentre il sergente Rodoz fece precipitare un P-40. Undici giorni dopo, il 29 aprile vi fu l'ultimo grande scontro aereo prima della caduta della Tunisia. In mattinata, il tenente Oscar Patuelli della 167ª Squadriglia del 54º Stormo su un Folgore, sorprese due caccia nemici in decollo da un aeroporto a 8 km a sud di Medjez el Bab e li abbatté. Lo stesso giorno, tra le 17:45 e le 18:50, tredici Macchi 202 del 7º Gruppo di protezione a un convoglio navale in navigazione tra Capo Bon e l'isola di Zembra, attaccarono sessanta tra Spitfire e P-40 diretti contro le navi. Il tenente Visconti abbatté un P-40 con bombe alari. Altri quattro caddero sotto i colpi di altri piloti del 54º. Altri cinque P-40 furono dichiarati probabili. I piloti dei P-40 dichiararono a loro volta tre Macchi abbattuti, ma il 54º riportò una sola perdita, quella del capitano Ugo Diappi della 86ª Squadriglia lanciatosi con il paracadute più il danneggiamento grave di tre Macchi. Visconti venne proposto per la concessione di una medaglia d'argento al valor militare che gli verrà concessa il 10 giugno 1948, tre anni dopo la morte.
Nel pomeriggio di giovedì 6 maggio 1943, i Macchi 202 del 54º Stormo si alzarono per contrastare le decine di aerei alleati in volo sulla Tunisia. Visconti decollò da Soliman nel governatorato di Nabeul alla guida del 7º Gruppo, mentre il tenente colonnello Giovanni Zappetta decollò da Korba al comando del 16º. I 14 Macchi M.C.202 attaccarono nel cielo di Capo Bon gli Spitfire V del 31º Fighter group. Visconti colpì uno Spitfire (sua sesta vittoria individuale e ultima nella Regia Aeronautica) e probabilmente un secondo. Un altro Spitfire fu abbattuto dai piloti del 7º Gruppo di Visconti e altri due vennero dichiarati "probabili". Il capitano Sergio Mauer, comandante della 98ª Squadriglia, fu a sua volta abbattuto e ucciso quasi certamente dal Lieutenant Dale Shafer jr. Il tenente colonnello Zappetta, colpito dal maggiore Frank Hill, fu costretto a un atterraggio di emergenza su una spiaggia. Fu l'ultimo combattimento aereo della Regia Aeronautica in Africa Settentrionale: il 7 maggio 1943 Tunisi si arrese agli anglo-americani.

### Russia
I Folgore arrivarono sul fronte orientale nell'estate del 1942. 
Gli M.C.202 andarono ad affiancare o sostituire i Macchi 200 in forza al 21º Gruppo. Durante la battaglia del Don ─ i caccia Italiani erano allora basati sugli aeroporti di Millerovo e Kantamirovka ─ gli aviatori furono impegnati in combattimento e il 13 agosto sette piloti italiani vennero decorati con la croce tedesca di seconda classe. In seguito, tuttavia, il 21º Gruppo, che aveva in forza 17 M.C.202, impiegò in modo limitato i Folgore: nel corso di quattro mesi, i 202 svolsero soltanto 17 missioni. Una di queste fu la scorta a Junkers Ju 52 in volo su Stalingrado, l'11 dicembre 1942, durante la quale il tenente pilota Gino Lionello venne abbattuto e dovette paracadutarsi dal suo Folgore. Cinque giorni dopo, il 16 dicembre, quando i sovietici lanciarono l'offensiva contro l'8ª Armata Italiana in Russia, o "ARMIR", i Macchi M.C.202 dispiegati sul fronte orientale erano ridotti a 11. Appena due giorni dopo, sotto la pressione dell'Armata Rossa e degli attacchi dell'aviazione sovietica, l'aeroporto di Kantamirovka dovette essere abbandonato.

### Italia

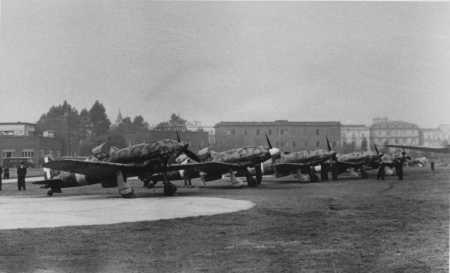
4 Macchi C 202 probabilmente a Napoli-Capodichino sede del XXII Gruppo C.T. fine 1942 estate 1943. Dietro si intravede un Macchi C 200

Uno degli "assi" del Folgore fu il veterano della guerra civile spagnola Franco Lucchini, che aggiunse 21 abbattimenti alle sue 5 vittorie in Spagna. Pilotando il Macchi M.C. 202, ottenne almeno 16 vittorie individuali e diverse altre in collaborazione sulla Libia, ma fu abbattuto e ucciso sulla Sicilia il 5 luglio 1943. 
Il Macchi 202 rimase in prima linea anche oltre l'armistizio. Quando la Regia Aeronautica riprese l'attività bellica al fianco degli Alleati, alcuni Folgore equipaggiarono, fino alla loro completa usura, reparti come la 208ª Squadriglia Caccia-Bombardieri. Al nord i pochi apparecchi rimasti vennero utilizzati per l'addestramento delle forze aeree della R.S.I. Dopo il conflitto, i Folgore non più in condizioni di volare, o non ricondizionati in Macchi M.C. 205 da vendere all'estero, vennero usati anche come bersagli per l'addestramento degli armieri al tiro con le Breda-SAFAT da 12,7 mm, fino a completa distruzione.

## Versioni

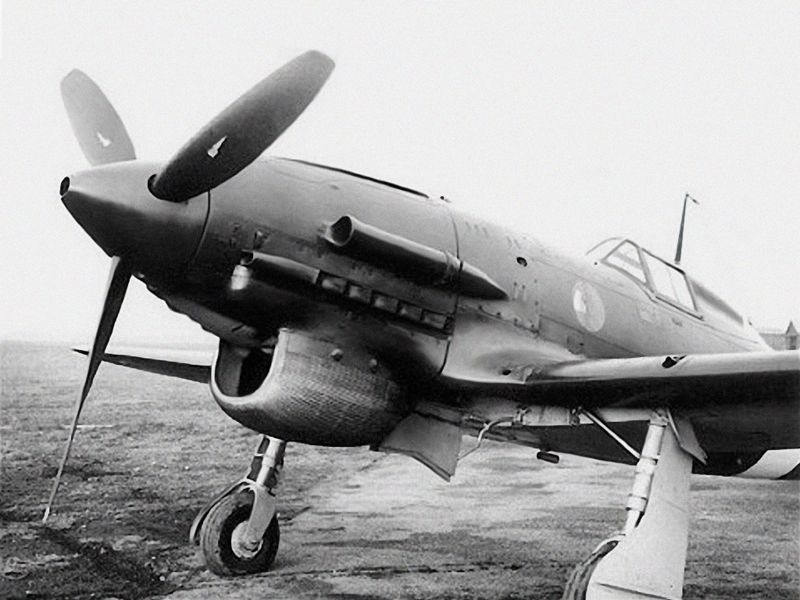
Prototipo di un Macchi M.C. 202D, MM 7768 (serie III), con radiatore modificato

M.C.202 MM.445: il prototipo presentava una sorta di tettuccio "a goccia", avendo due trasparenti fissi per lato sulla carenatura posteriore dell'abitacolo ed il ruotino di coda retrattile, chiuso da due portellini. Il castello motore non era ancora in lega leggera, ma in tubi d'acciaio. Non aveva il prolungamento della presa d'aria sul lato sinistro del cofano motore, né l'antenna radio.
M.C.202: la versione di serie iniziale non aveva l'asta di sostegno del filo dell'antenna, che comparve solo con le radio trasmittenti. I primi aerei operativi, infatti, avevano soltanto un ricevitore.
M.C.202 AS: era il Folgore Africa Settentrionale, dotato di un filtro antisabbia Corbetta alla presa d'aria (applicato praticamente a tutti gli esemplari). Con la serie VII fu introdotto il parabrezza in blindovetro e l'ala era predisposta per ospitare due mitragliatrici da 7,7 mm con 500 colpi per arma, montate dal maggio 1941. A causa dell'aumento di peso, per evitare di ridurne la maneggevolezza, i piloti le facevano spesso smontare.
M.C.202AS/CB: dalla Serie XI in poi, i M.C.202 potevano diventare AS/CB, cioè Caccia-Bombardieri, con due attacchi alari per bombe da 50, 100 o 160 kg, oppure serbatoi ausiliari sganciabili da 100 o 150 litri (raramente usati). Gli attacchi in realtà vennero montati su pochissimi velivoli.
M.C.202EC: il Folgore Esperimento Cannoni MM.91974 - collaudato il 12 maggio 1943 - era dotato di due gondole subalari per cannoncini aeronautici Mauser MG 151/20 da 20 mm con 200 colpi per arma. Ne furono realizzati altri quattro esemplari, ma i piloti italiani, che già avevano rifiutato le Breda-SAFAT da 7,7 mm nelle ali, per l'aggravio di peso, non gradirono sufficientemente l'innovazione.
M.C.204: già nell'autunno 1940, per svincolarsi dalle consegne di DB 601, fu progettata una variante propulsa dal motore Isotta Fraschini Asso L.121. Si arrivò alla costruzione di un mock-up in legno del nuovo muso per definire le installazioni, ma il progetto venne abbandonato perché ci si rese conto che avrebbe comportato un inaccettabile calo delle prestazioni. Noto semplicemente come "C.202 Isotta Fraschini", dopo la realizzazione del M.C.205, che prendeva l'ultima cifra dal motore DB 605, il progetto fu in seguito rinominato M.C.204, per occupare il numero rimasto libero. La denominazione M.C.203 venne invece assegnata, sempre in seguito, ad un idrovolante bimotore rimasto ai disegni preliminari.
Dal "Folgore" derivò direttamente il Macchi C.205V che differiva dal 202 soltanto per l'adozione del più potente motore Daimler-Benz DB 605 da 1475 CV e di due radiatori tubolari per l'olio, sotto il muso.

## Utilizzatori
Il Macchi M.C. 202 volò quasi esclusivamente con la Regia Aeronautica che assorbì la quasi totalità della produzione. La Luftwaffe acquistò dall'aeronautica italiana dodici "Folgore" che girò al 1º Gruppo Caccia della Legione Croata, seguiti da un'ulteriore fornitura non documentata.

### Con insegne croate

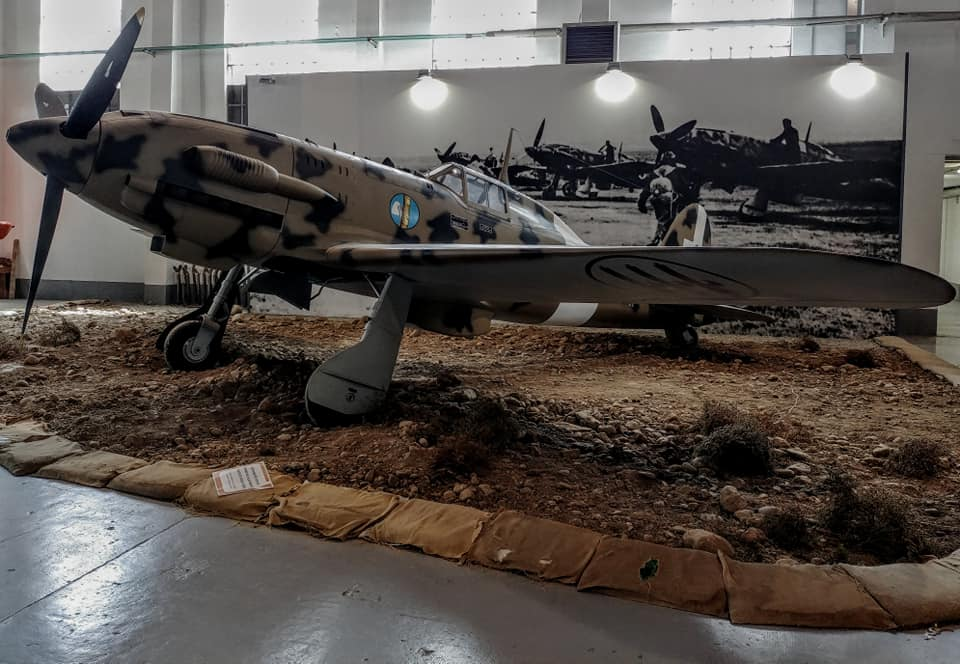
Riproduzione di Macchi MC.202 folgore esposto al Parco e Museo di Volandia.

Nella primavera 1944, l'Aeronautica dello Stato Indipendente di Croazia - Zrakoplovstvo Nezavisne Države Hrvatske (ZNDH) - ricevette alcuni quantitativi di Macchi. Un primo gruppo di 16 "Folgore" della "serie XII", prodotta dalla Breda dopo l'occupazione tedesca, venne assegnata al Kro JGr 1. Tuttavia i piloti croati non ebbero un'opinione positiva sull'intercettore della Macchi, a causa del suo armamento (una coppia di mitragliatrici da 12,7 mm e una coppia di 7,7 mm), ritenuto poco efficace contro i quadrimotori da bombardamento americani, pesantemente armati e corazzati.
Il comandante del 2/JGr Kro, il maggiore Helebrant, considerava i Macchi come "vecchi, stanchi ed inutilizzabili" e descriveva il morale dei suoi uomini come "basso e i risultati della sua unità uguali a zero". In realtà, il primitivo sistema di avvistamento e segnalazione dei croati costringeva i piloti dei Macchi a decollare quando i bombardieri si trovavano sulla verticale dell'aeroporto, ormai irraggiungibili.
 Croazia
- Zrakoplovstvo Nezavisne Države Hrvatske

 Italia
- Regia Aeronautica

 Regno del Sud
- Aeronautica Cobelligerante Italiana

 Repubblica Sociale Italiana
- Aeronautica Nazionale Repubblicana

## Modellismo
- "Folgore" in Tunisia, su Modeling Time, http://www.modelingtime.com/, 14 febbraio 2008. URL consultato il 20 aprile 2009 (archiviato dall'url originale il 2 agosto 2009).